# John Hughes (zapaśnik)

Zawodnik Penn State Nittany Lions

John Hughes – amerykański zapaśnik w stylu wolnym. Złoty medal na mistrzostwach panamerykańskich w 1994 roku.
Zawodnik Benton High School z hrabstwa Columbia i Pennsylvania State University. Trzy razy All-American (1994–1996) w NCAA Division I, pierwszy w 1995; drugi w 1996; siódmy w 1994 roku.